# باشا ملك خاتون
باشا مَلَك خاتون – Paşa Melek Hatun (ولدت ب بورصة / و توفيت ب سمرقند) أميرة عثمانية و هي ابنة السلطان العثماني بايزيد الأول , تزوَّجت الأمير جلالُ الدين إسلام بن شمس الدين مُحمَّد، أحد القادة العسكريين في جيش تيمورلنك.